# آمنة منيف
آمنة منيف من مواليد 21 مارس 1967 في تونس، هي سياسية وأستاذة طب تونسية.

## السيرة الذاتية

### المسار المهني
عاشت شبابها مع والدين منفصلين. سعيا منها لتمويل دراستها، قامت بالعمل لحساب جريدة الصحافة الناطقة بالفرنسية من عام 1986 إلى عام 1990.
تخرجت من كلية الطب بتونس كمتخصصة في الأشعة، لتصبحت مدرسة فيها من بعد.
هي رئيسة قسم وعضو مجلس الإدارة في مستشفى الربطة بتونس، وهي أيضا عضو في عمادة الأطباء التونسية والنائب الأمين العام لنقابة للأطباء الاستشفائين بتونس.

### الحياة السياسية
دخلت عالم السياسة بعد الثورة التونسية لتصبح عضو مؤسس،عضو اللجنة المركزية ،الناطق الرسمي ورئيس الدائرة السياسية لحزب آفاق تونس. استقالت في 1 نوفمبر 2011 نظرا للأداء الضعيف للحزب في انتخابات المجلس الوطني التأسيسي في 23 أكتوبر والخلافات العميقة مع الرئيس التنفيذي للحزب.
أسست في ديسمبر من عام 2011 حركة كلنا تونس و التي هي الناطق الرسمي لها.